# Orne saosnoise
Orne saosnoise – rzeka we Francji, przepływająca przez tereny departamentów Orne i Sarthe, o długości 52,7 km. Stanowi dopływ rzeki Sarthe.